# Kevin Holmes
Kevin Dwayne Holmes (nacido el 27 de septiembre de 1964 en Los Ángeles, California) es un exjugador de baloncesto estadounidense. Con 2.03 de estatura, su puesto natural en la cancha era el de pívot.

## Trayectoria
- High School. Reseda, California.
- 1985-86 Universidad DePaul.
- 1986-89 Pully. (Suiza)
- 1989-90 Mechelen. (Bélgica)
- 1990-91 Cajabilbao.
- 1991-92 Club Bàsquet Llíria.
- 1992-93 Maccabi Rishon LeZion.
- 1993-94 Kolej Ankara.
- 1994-95 Maccabi Jerusalem.
- 1995-96 Apoel Nicosia.
- 1997-98 Peñarol Mar del Plata.